# Georg Kihn

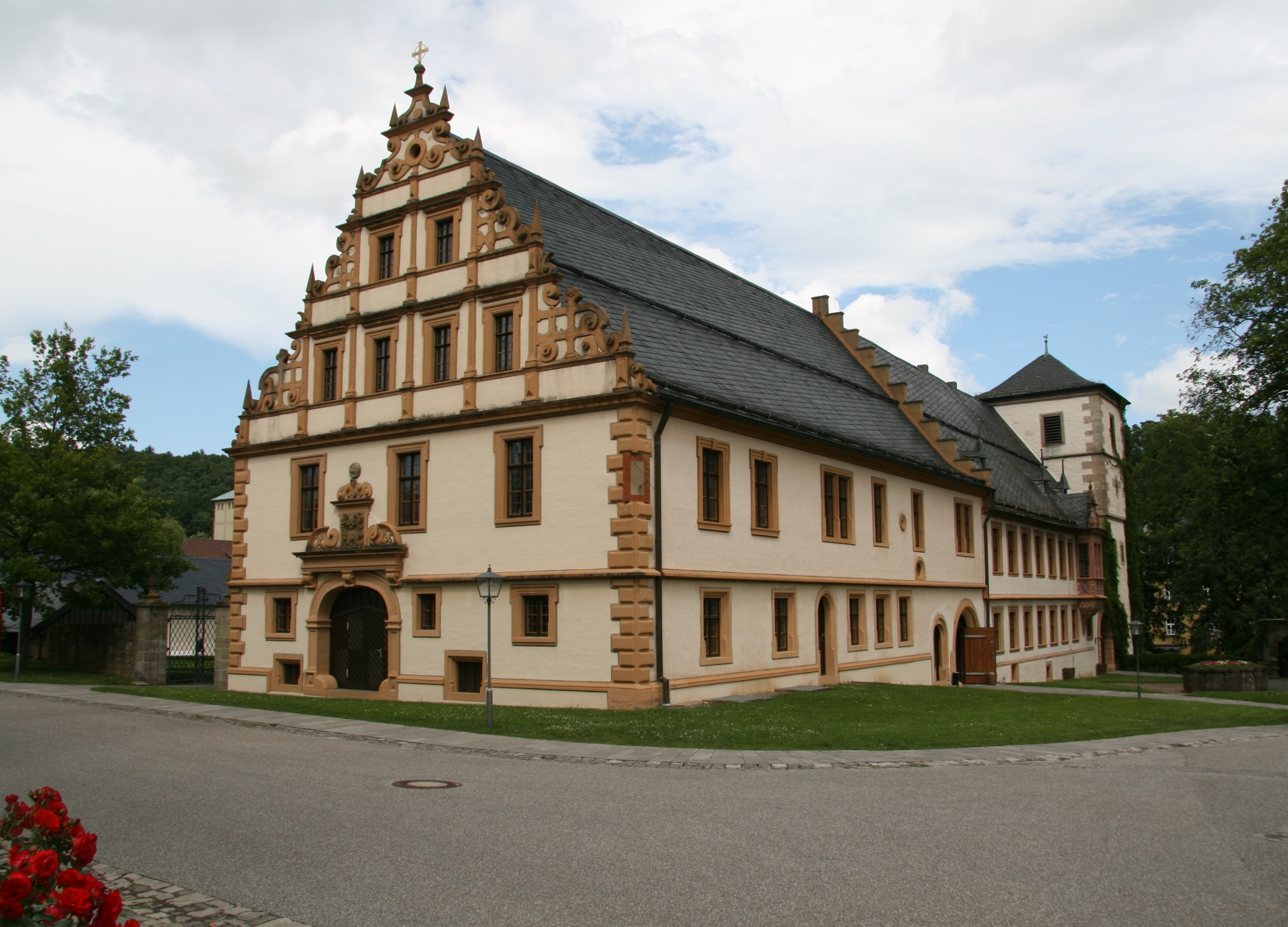
Abtei- und Syndikatsbau, 1625 erbaut als Prälatenwohnung von Abt Georg Kihn

Georg Kihn (* in Würzburg im 16. Jahrhundert; † 6. November 1639 in Bad Königshofen im Grabfeld) war ein Abt des Klosters Bildhausen.

## Leben
Georg Kihn aus Würzburg wurde 1618 zum Abt des Klosters Bildhausen gewählt und ließ dort die Torkirche bauen, die Weihbischof Jodokus Wagenhäuser 1624 einweihte, und 1625 als Ersatz für die kriegszerstörten Vorgängerbauten den heute noch vorhandenen Abtei- und Syndikatsbau im Stil der Renaissance.
Während des Dreißigjährigen Krieges besetzten im Oktober 1631 schwedische Truppen das Kloster, die die Mönche verjagten. Kihn floh mit dem Würzburger Fürstbischof Franz von Hatzfeld für mehrere Jahre nach Köln. 1634 nach Franken zurückgekehrt, lebte er mit einigen Mönchen in Königshofen, wo er 1639 starb und in der Pfarrkirche begraben wurde.